# Rose Tremain
Dame Rose Tremain DBE, FRSL (* 2. August 1943 in London als Rose Thomson) ist eine englische Schriftstellerin. Sie lebt zusammen mit dem Biographen Richard Holmes in Norfolk.
Tremain studierte an der Sorbonne und schloss 1967 an der University of East Anglia ihr Anglistikstudium ab. Dort war sie Dozentin für Creative Writing von 1988 bis 1995. Sie veröffentlichte Romane und Kurzgeschichten, schrieb aber auch Hörspiele und Drehbücher für Fernsehfilme. Ihre Werke wurden mit zahlreichen Preisen aufgezeichnet.
Ihr Roman Zeit der Sinnlichkeit wurde 1995 mit Robert Downey Jr., Hugh Grant und Meg Ryan verfilmt (Restoration).

## Werke

### Erzählungen und Romane
- Sadler's Birthday, 1976
- Letter to Sister Benedicta, 1978
- The Cupboard, 1981
- Journey to the Volcano, 1985
- The Swimming Pool Season, 1985
- Restoration, 1989 (Des Königs Narr, 1991, Übersetzung von Elfie Deffner, ISBN 3-502-10744-0)
- Sacred Country, 1992 (Die Umwandlung, 2003, Übersetzung von Elfie Deffner, ISBN 3-423-13106-3)
- The Way I Found Her, 1997 (Wie ich sie fand: Roman aus dem England des siebzehnten Jahrhunderts, 1997, Übersetzung von Gerhard Beckmann, ISBN 3-502-11907-4)
- Music and Silence, 1999 (Melodie der Stille, 2000, Übersetzung von Elfie Deffner, ISBN 3-446-19955-1)
- The Colour, 2003 (Die Farbe der Träume, Übersetzung von Christel Dormagen, insel taschenbuch, Berlin 2011, ISBN 978-3-458-35702-5)
- The Road Home, 2007 (Der weite Weg nach Hause, Übersetzung von Christel Dormagen, insel taschenbuch  nr. 4037, Berlin 2010, ISBN 978-3-458-35737-7)
- Trespass, 2010 (Der unausweichliche Tag, 2011, Übersetzung von Christel Dormagen, insel taschenbuch nr. 4220, ISBN 978-3-518-46220-1)
- Merivel: A Man of His Time, ISBN 978-0-7011-8520-6
  - dt. Adieu, Sir Merivel. Insel Verlag, Berlin 2013, ISBN 978-3-458-17563-6
- The American Lover. Chatto & Windus 2014
- The Gustav Sonata, 2016, ISBN 978-1-78474-003-0
  - dt. Und damit fing es an. Übersetzung von Christel Dormagen, Insel Verlag, Berlin 2016, ISBN 978-3-458-17684-8
- Islands of Mercy. Chatto & Windus 2020, ISBN 978-1-78474-331-4
  - dt. Die innersten Geheimnisse der Welt. Übersetzung von Christel Dormagen, Insel Verlag, Berlin 2020, ISBN 978-3-458-17879-8

### Kurzgeschichten
- The Colonel's Daughter and Other Stories, 1984
- The Garden of the Villa Mollini and Other Stories, 1987
- Evangelista's Fan and Other Stories, 1994 (Evangelistas Fächer und andere Erzählungen, 1997, Übersetzung von Elfie Deffner.)
- The Darkness of Wallis Simpson, 2005

## Auszeichnungen (Auswahl)
- 1994: Prix Femina Étranger (Restoration bzw. frz. Royaume interdit)
- 1999: Whitbread Book Award (Novel of the Year für Music and Silence)
- 2008: Orange Prize for Fiction (The Road Home)
- 2013: Nominiert für den Walter Scott Prize für Merivel
- 2008: Orange Prize for Fiction für The Road Home ( Der weite Weg nach Hause)
- 2004: Nominierung zum Orange Prize for Fiction für The Colour (Die Farbe der Träume)
- 2020: Nobilitierung als Dame Commander des Order of the British Empire